# Dziwaczne nieporozumienie
Dziwaczne nieporozumienie (wł. L'equivoco stravagante) – dwuaktowa opera Gioacchina Rossiniego do libretta Gaetano Gasbarriego. Premiera odbyła się w Teatro del Corso w Bolonii 26 października 1811 roku. Określana jako dramma giocoso - rodzaj łączący operę seria z operą buffa. Była to druga, wystawiona opera Rossiniego i pierwsza z dwoma aktami.

## Historia powstania opery

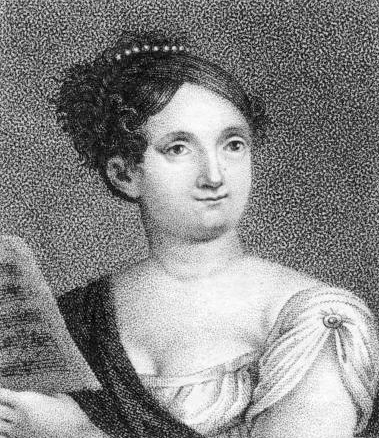
Marietta Marcolini pierwsza wykonawczyni roli Ernestyny

Rossini, jako dziewiętnastolatek został zatrudniony w Teatro del Corso w Bolonii na sezon jesienny 1811 jako klawesynista. Miał już doświadczenie z wystawieniem w Wenecji pierwszej, bardzo dobrze przyjętej opery Weksel małżeński i dzięki protekcji śpiewaczki Marietty Marcolini dostał zamówienie na napisanie nowej opery dla Teatro del Corso. Zaproponowano mu libretto napisane przez Gaetano Gasbarriego. Muzyka opery i interpretacja roli Ernestyny przez Mariettę Marcolini została przyjęta bardzo pozytywnie, natomiast oprotestowano dziwaczne i skandalizujące libretto. Interweniowały władze i po trzech spektaklach operę zdjęto z afisza. Powodem była niesmaczna zdaniem krytyków treść. Zakochany młodzieniec pozbywa się starszego rywala wmawiając mu, że ich przedmiotem miłosnych westchnień nie jest kobieta, tylko przebrany kastrat.

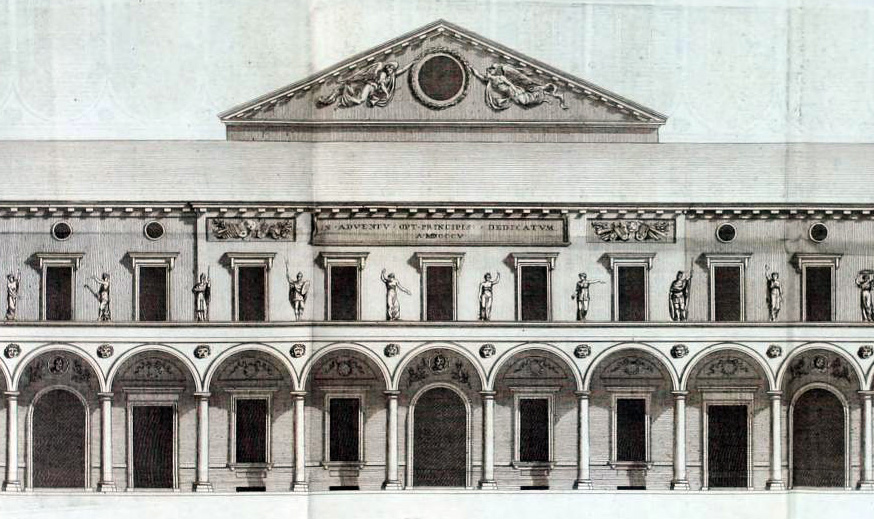
Teatro del Corso w Bolonii - XIX wiek

Niepowodzenie spektaklu przygnębiło kompozytora i spowodowało wybuch złości i awanturę z rękoczynami podczas próby chóru przy pracach nad wystawieniem opery Il trionfo di Quinto Fabio Domenico Pucciniego (dziadek Giacomo Pucciniego), do której Rossini napisał dodatkową arię dla Marcolinii. Awantura skończyła się aresztowaniem Rossiniego. Był to jeden z powodów przeniesienia się kompozytora do Wenecji.

## Dalsze losy
W 1825 r. fragmenty muzyki, wraz z utworami z innych oper Rossiniego, zostały przystosowane do innego libretta i wykonane pod tytułem Dziwaczne nieporozumienie w Trieście. Potem opera popadła w zapomnienie. Wykonano ją ponownie dopiero we wrześniu 1965 roku w aranżacji Vito Frazziego w Sienie. Ta wersja była wystawiana także na irlandzkim Wexford Festival Opera w 1968 roku. 
Od tego czasu opera była wystawiana okazjonalnie:  Berno - 1973; Bad Wildbad (Rossini in Wildbad) - 1993/94 i 2000; Hamburg-Altona - 2001/02; Nowy Jork (Bronx Opera) - 2004; Berlin (Deutsche Oper, wersja koncertowa) - 2004; angielski festiwal Garsington Opera - 2004; Pesaro (Rossini Opera Festival) - 2002 i 2008 oraz w Riehen (Riehen Opera Festival) - 2011.
Nie jest pewne, jaką uwerturę Rossini zaplanował dla Dziwacznego nieporozumienia. Edycja mediolańskiego wydawnictwa Ricordi partytury fortepianowej, z połowy XIX wieku, zawiera uwerturę z Cyrulika Sewilskiego (1816), którą Rossini użył także do Aureliana w Palmirze (1813) i Elżbiecie, królowej Anglii (1815). Być może tego wyboru dokonał redaktor. Przypuszcza się, że oryginalna uwertura (jeśli była) została później przeniesiona do późniejszej opery. 
Kwintet w drugim akcie oparty jest na kwartecie z opery Demetriusz i Polibiusz. Rossini wykorzystał go również - podobnie jak trio z pierwszego aktu -  w skomponowanej w następnym roku operze Szczęśliwe oszukanie (La pietra del paragone).

## Treść opery
Gamberetto, nowo wzbogacony chłop, wybrał dla swojej córki Ernestiny męża w osobie Buralicchia, bogatego, ale raczej głupiego człowieka. W Ernestine jest jednak zakochany Ermanno, człowiek bez fortuny, który został korepetytorem w tym domu, aby być bliżej ukochanej. Aby zniechęcić drugiego konkurenta, Ermanno wysyła mu list z plotką, zgodnie z którą Ernestina jest kastratem przebranym za kobietę, aby uciec przed służbą wojskową. W następstwie wiadomości Buralicchio zwraca się przeciwko domniemanemu kastratowi, a Ernestina zostaje zabrana do więzienia jako dezerter pod imieniem Ernesto. Pojawia się Ermanno w mundurze żołnierza, aby uwolnić niewinną ofiarę swojego podstępu. Po kilku zwrotach akcji sytuacja staje się wyraźniejsza, co prowadzi do decyzji o ślubie Ernestiny i Ermanno. 

## Numery muzyczne
- Uwertura / Sinfonia

 Akt I 
- 1 Wprowadzenie:
  - Tercet - Si cela in quelle mura (Ermanno, Frontino, Rosalia)
  - Chór - Allegri, compagnoni
  - Cavatina - Mentre stavo a testa ritta (Gamberotto)
  - Stretta - Se mi destina un tanto onore (Gamberotto, Ermanno, Frontino, Rosalia)
- Cavatina - Occhietti miei vezzosi (Buralicchio)
- Duet - Ah, vieni al mio seno (Gamberotto, Buralicchio)
- Chór i cavatina - Oh come tacita - Nel cuor un vuoto io provo (Ernestina)
- Chór - Andrem, vedrem
- Kwartet - Ti presento a un tempo istesso (Gamberotto, Ernestina, Ermanno, Buralicchio)
- Aria - Parla, favella, e poi (Gamberotto)
- Aria - Quel furbarel d'Amore (Rosalia)
- Duet - Sì, trovar potrete un altro (Ermanno, Ernestina)
- Finał I aktu
  - Tercet - Volgi le amabili (Gamberotto, Buralicchio, Ernestina)
  - Kwartet - Che vedo, oh stelle! (Ermanno, Frontino, Rosalia, Ernestina)
  - Stretta - Alme infide! (Buralicchio, Gamberotto, Ermanno, Ernestina, Rosalia, Frontino, chór)

 Akt II 
- Wprowadzenie - Perché sossopra (Chór, Frontino)
- Aria - Vedrai fra poco nascere (Frontino)
- Duet - Vieni pur, a me t'accosta (Ernestina, Buralicchio)
- Recytatyw i aria - E mi lascia così? - Sento da mille furie (Ermanno)
- Kwintet - Speme soave (Ernestina, Ermanno, Rosalia, Gamberotto, Buralicchio, chór)
- Aria - Il mio germe (Gamberotto)
- Cavatina - D'un tenero ardore (Ermanno)
- Scena i rondo z chórem - Il periglio passò - Se per te lieta torno - Vicina al termine (Ernestina, chór)
- Finał - Scapperò, questo mi pare (Buralicchio, Frontino, Gamberotto, Ermanno, Ernestina, chór)[3].